# Euplecte des marais
Euplectes hartlaubi
Espèce
Statut de conservation UICN

 LC  : Préoccupation mineure
L'Euplecte des marais (Euplectes hartlaubi) est une espèce de passereaux de la famille des Ploceidae.
Cet oiseau vit en Afrique centrale.